# دستور كازاخستان

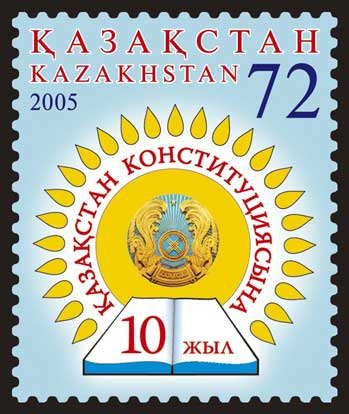

دستور كازاخستان (بالكازاخية: Қазақстан Республикасының Конституциясы) هو القانون الأساسي لكازاخستان. تمت الموافقة عليه في استفتاء 30 أغسطس 1995 ودخل حيز التنفيذ في 5 سبتمبر 1995.